# 黄允吉
黄 允吉（こういんきつ、ファン・ユンギル、朝鮮語: 황윤길、1536年 - ?）は、李氏朝鮮中期の外交官・政治家。字は吉哉、号は友松堂。本貫は長水黄氏。高祖父は黄喜。曾祖父は黄致身。祖父は黄事敬。父は黄懲。
党籍は西人派である。

## 生涯
黄允吉は士林派として出世した。早くから李珥（栗谷）・成渾（牛渓）・鄭澈（松江）などと交誼を結んだ。明宗の代に科挙の文科に及第し、1590年宣祖の時に、通信使の正使として日本に訪れ、翌年帰国すると、日本が朝鮮半島への侵攻を企図していることを報告したが、東人派の副使金誠一がこれに反対の意見を述べたことで、採択されなかった。また、後の壬辰倭乱を正確に予見したことで有名である。1591年（宣祖24年）、光国原従功臣の一等級に叙された。

## 参考
- Kang, Etsuko Hae-jin. (1997). Diplomacy and Ideology in Japanese-Korean Relations: from the Fifteenth to the Eighteenth Century. Basingstoke, Hampshire; Macmillan. ISBN 978-0-312-17370-8; OCLC 243874305
- Rutt, Richard and James Hoare. (1999). Korea: a Historical and Cultural Dictionary. London: Routledge. ISBN 978-0-7007-0464-4